# Dalby Söderskogs nationalpark
Dalby Söderskog är en nationalpark i Dalby socken i Lunds kommun i Skåne. Dalby Söderskog är Sveriges minsta nationalpark. Den är belägen nära västra utkanten av tätorten Dalby, cirka 10 km öster om Lund i Skåne. Parken är 36 hektar och består av ädellövskog. Norr om nationalparken ligger naturreservatet Dalby Norreskog. Hela området går under det gemensamma namnet Dalby hage.
Delar av Hans Alfredssons film Vargens tid, spelades in i nationalparken. 

## Historia
Parken skapades 1918. Då trodde man att skogen var en rest av ursprunglig urskog, men området har tidigare varit ängsmark med ett glest bestånd av ekar. När man slutade med skogsavverkningen började alm, ask och bok dominera. Almarna har nu drabbats av almsjukan och håller på att försvinna från området. Parken är omgiven av en jordvall, som kan vara rester av en fornborg. 

## Flora
Marken består av kalksten och krita, vilket ger en rik växtlighet. Det finns en mångfald av vårblommor, främst ett täcke av vitsippor, gulsippor, hålnunneört, smånunneört och sloknunneört. Även orkiden Sankt Pers nycklar är talrik, främst i östra delen av området. Man kan också hitta orkiden nästrot. På sensommaren är skogsbingel mycket talrik. Även långsvingel, skogsskräppa, och stor häxört är talrika. Andra växter som förekommer är skogsknipprot, skogsstarr, hässleklocka, stinksyska, bergdunört, skärmstarr och grendunört. Det finns även gott om ovanliga kryptogamer i parken. Antalet arter av mossor har dock minskat på senare tid på grund av luftföroreningar och på grund av att almarna har dött i almsjukan. Man kan dock fortfarande hitta till exempel baronmossor (Anomodon) och platt fjädermossa (Neckera complanata). Bland sällsynta lavar kan nämnas brun lundlav, stor sönderfallslav, askvårtlav, liten lundlav, stiftklotterlav, stor knopplav, klosterlav, blek kraterlav, olivklotterlav, rikfruktig blemlav, bokvårtlav och grå skärelav. Man kan även hitta ovanliga svampar.

## Bilder

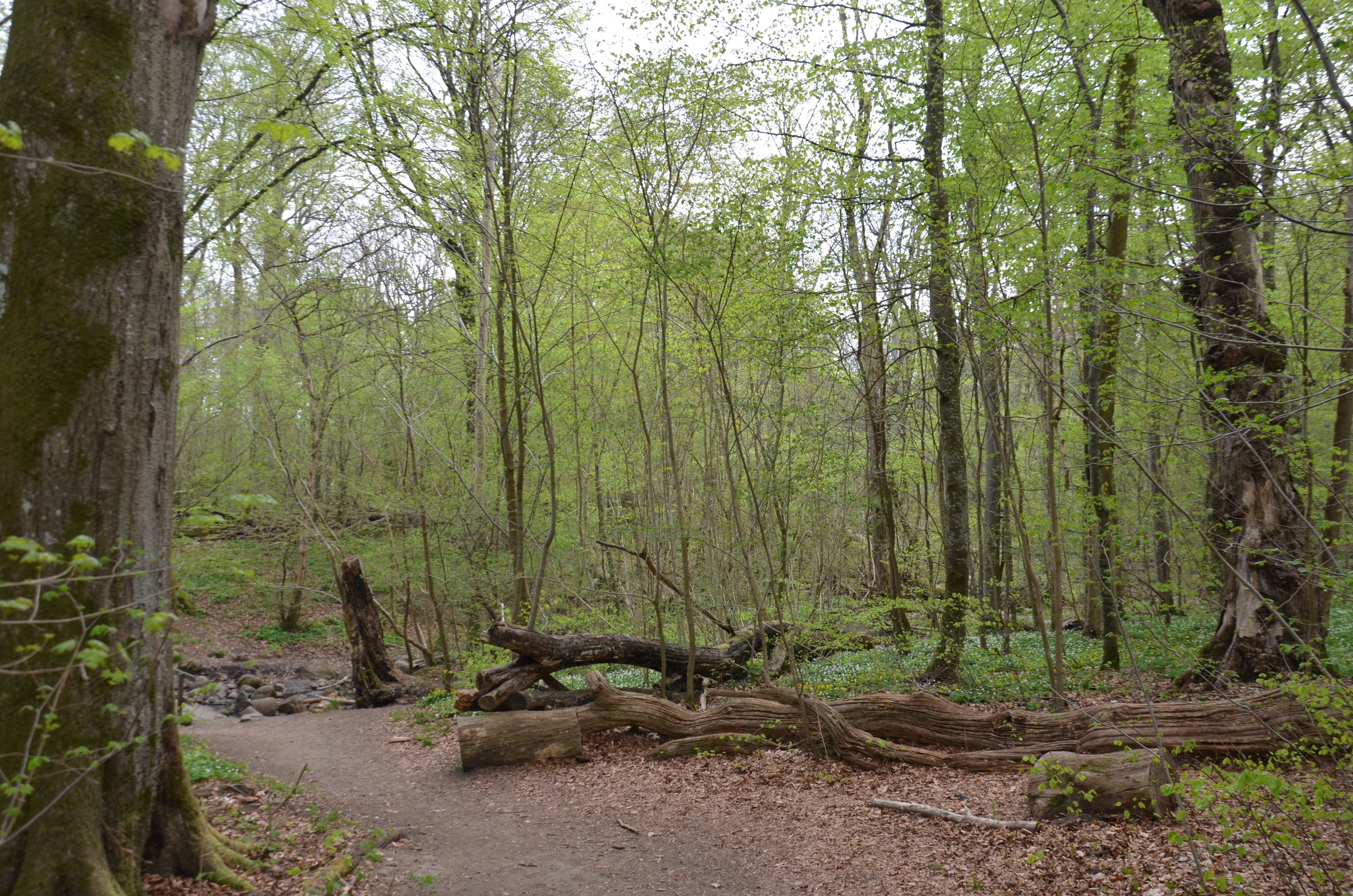
Lövsprickning, 2013.
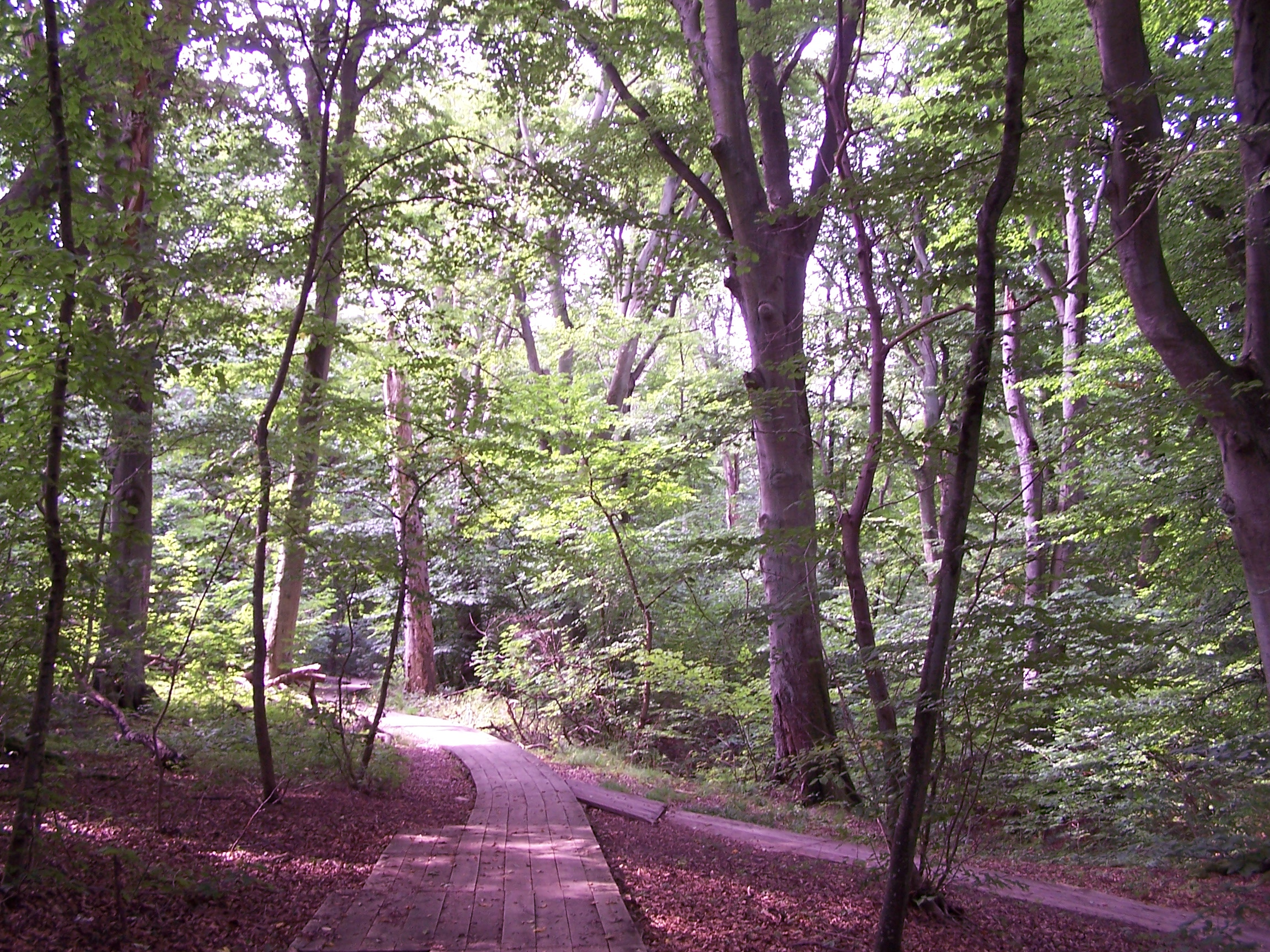
Sommarbild, 2005.
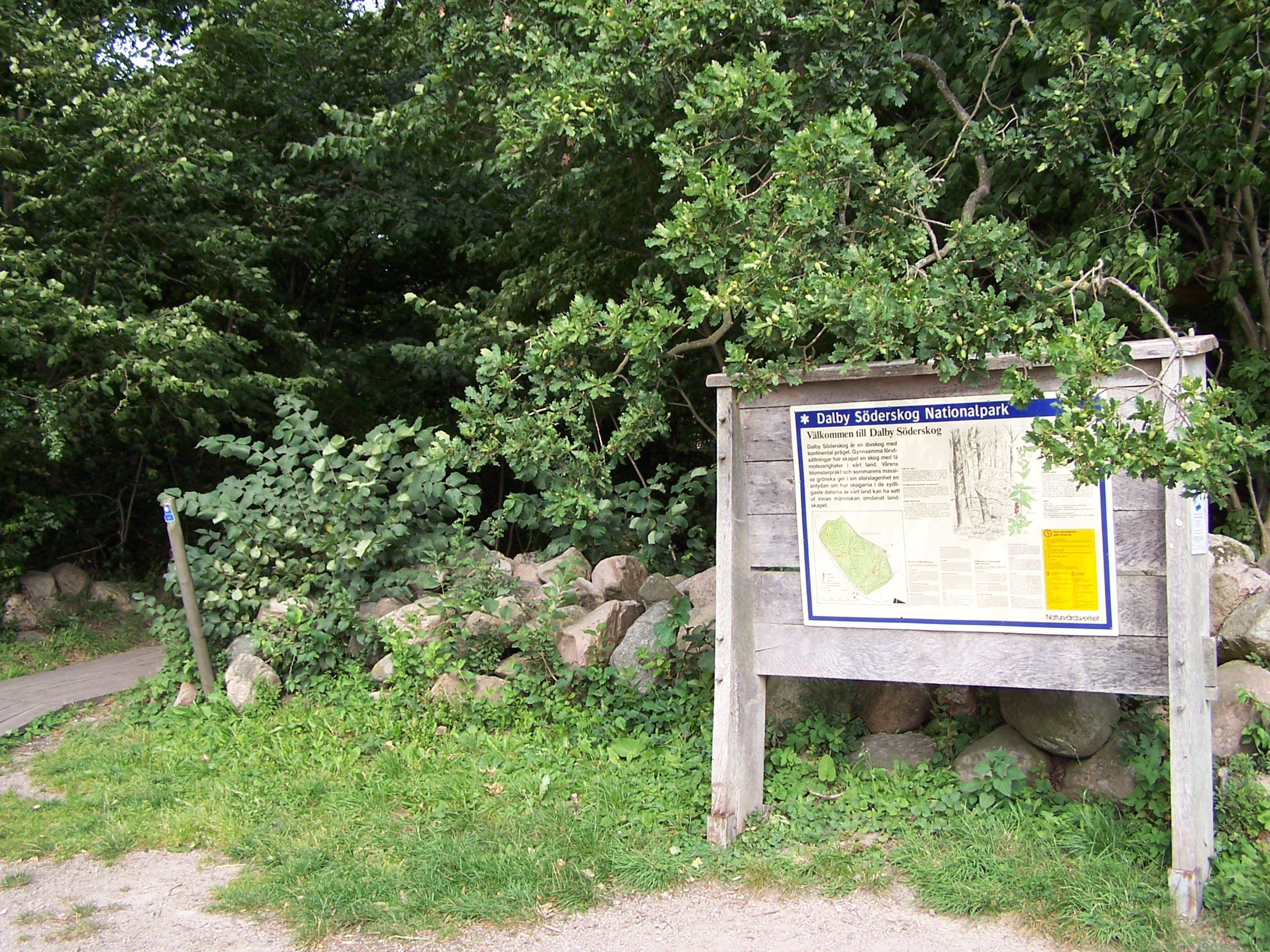
Entrén med informationstavla.
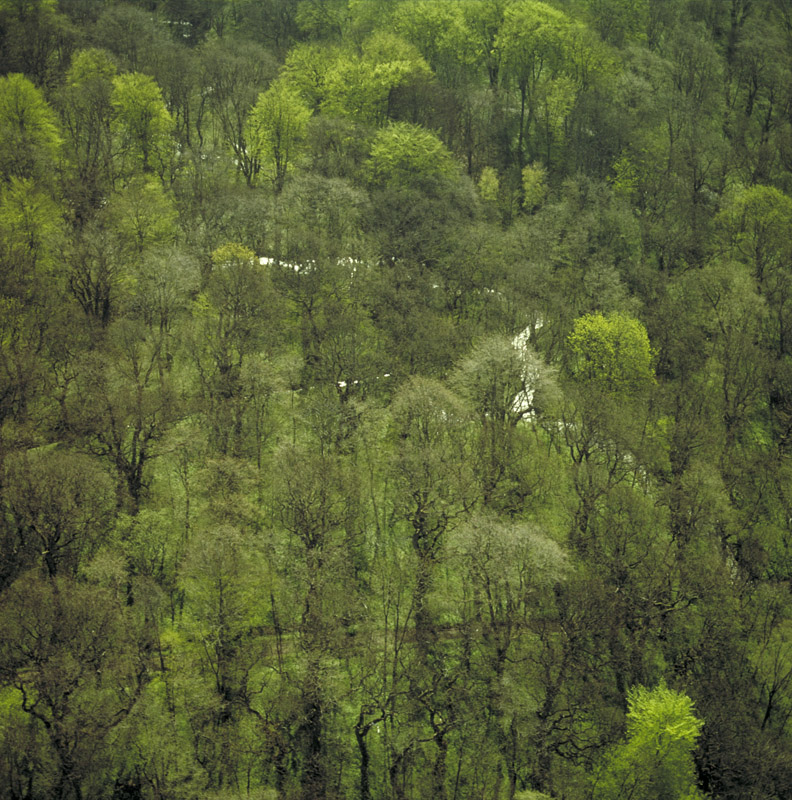
Flygfoto över Dalby Söderskog.
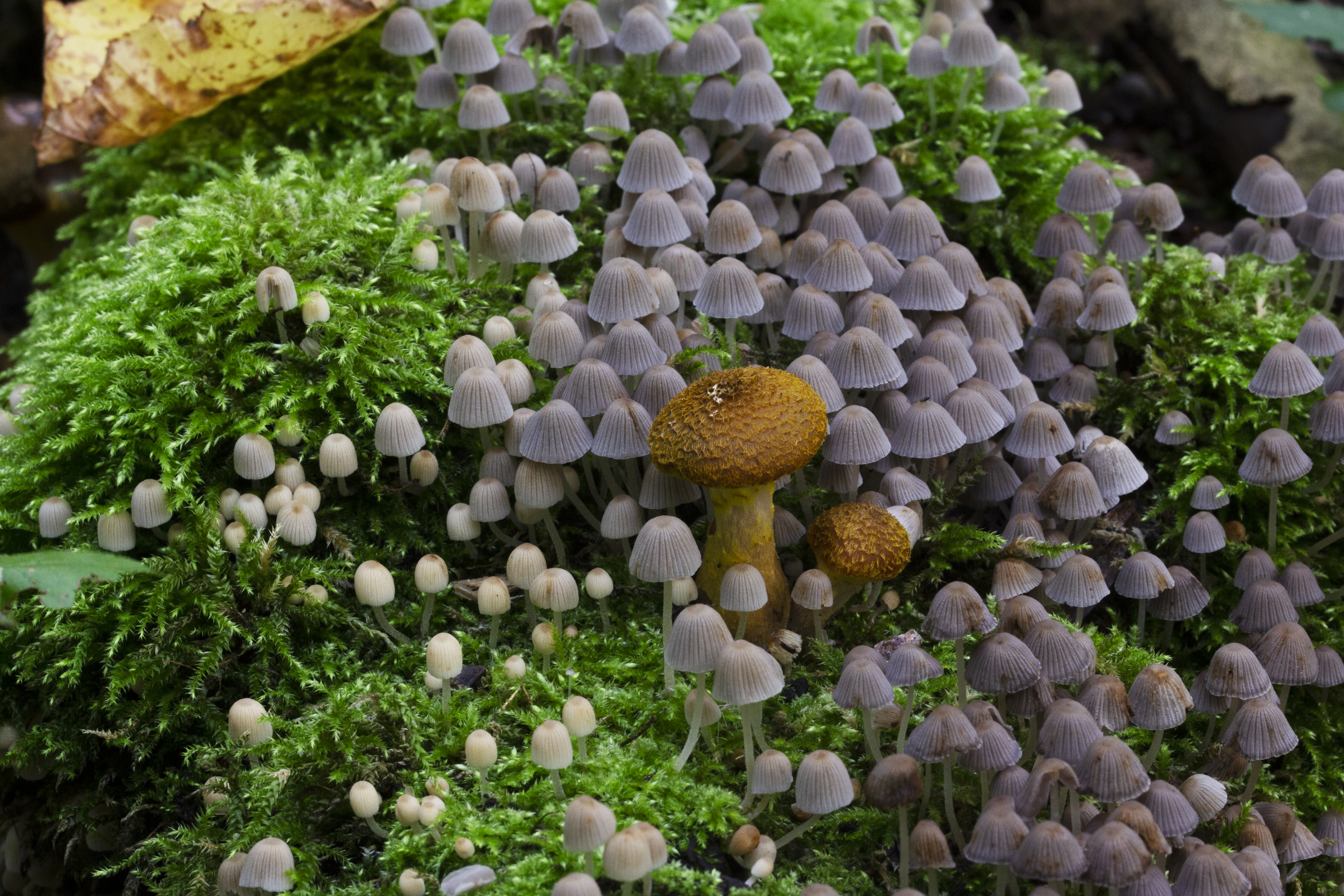
Svampar i nationalparken.